# Городок (Хмельницька область)

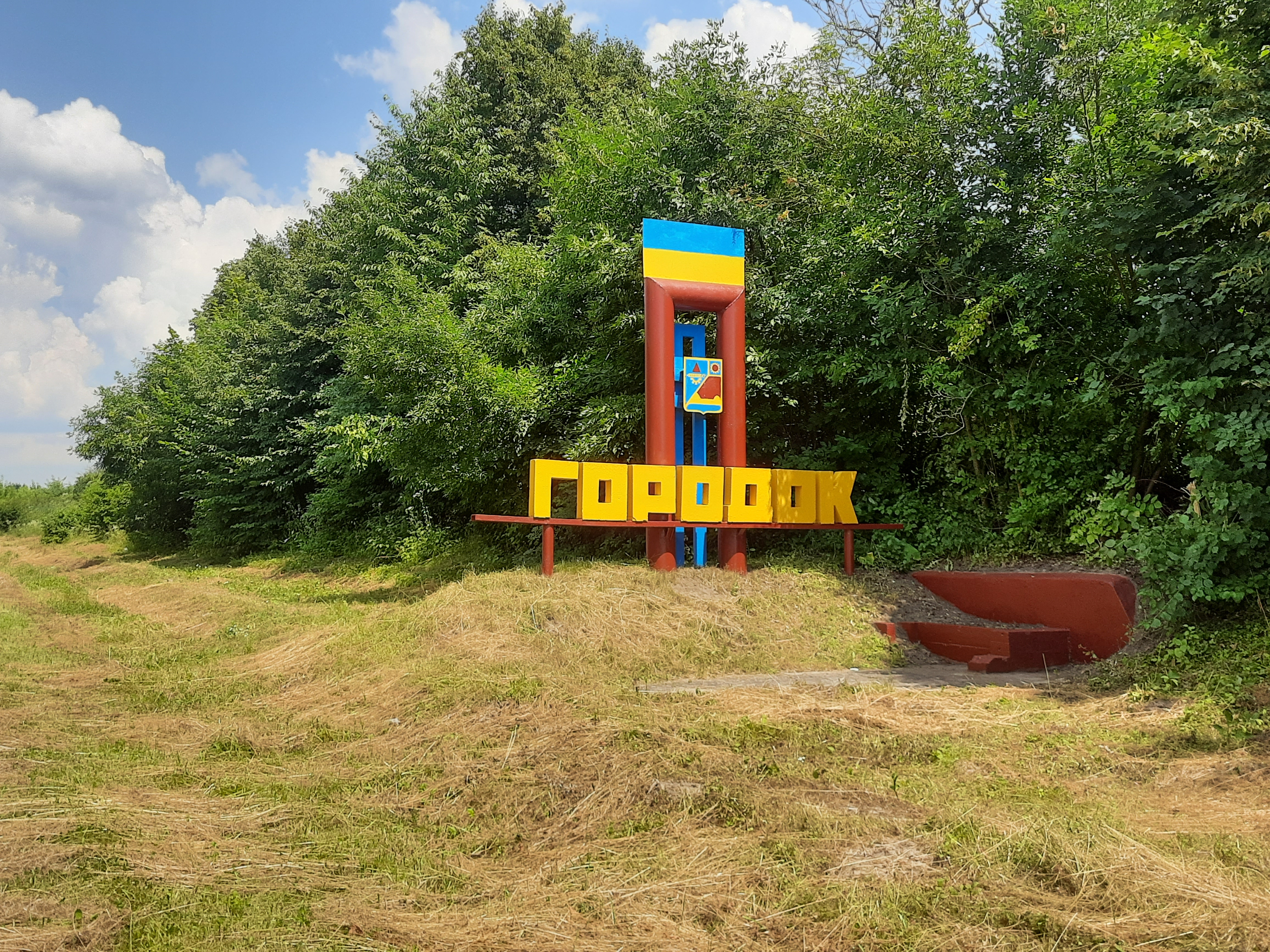
Стела при в'їзді в місто

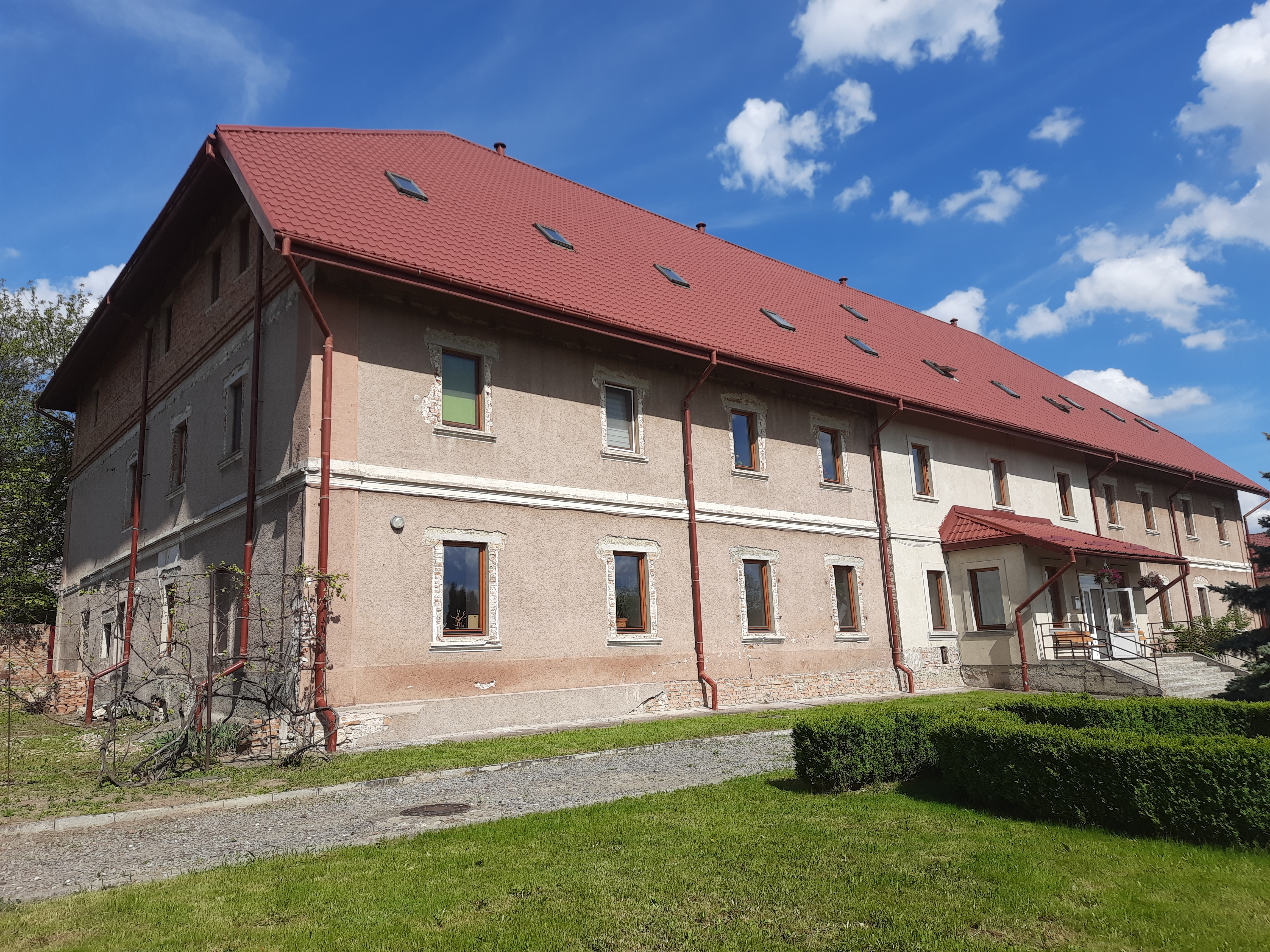
Будинок сестер милосердя

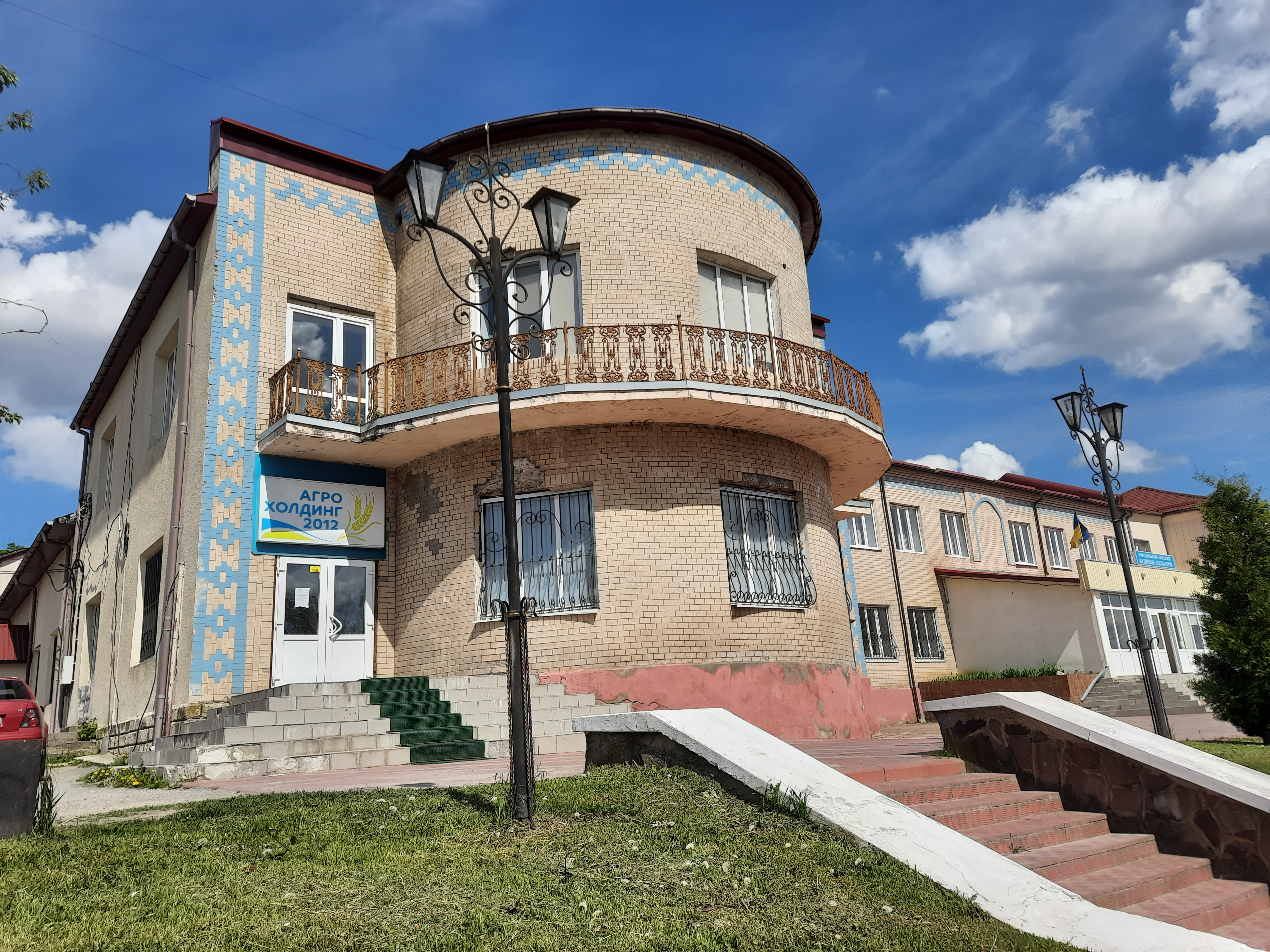
Будинок культури

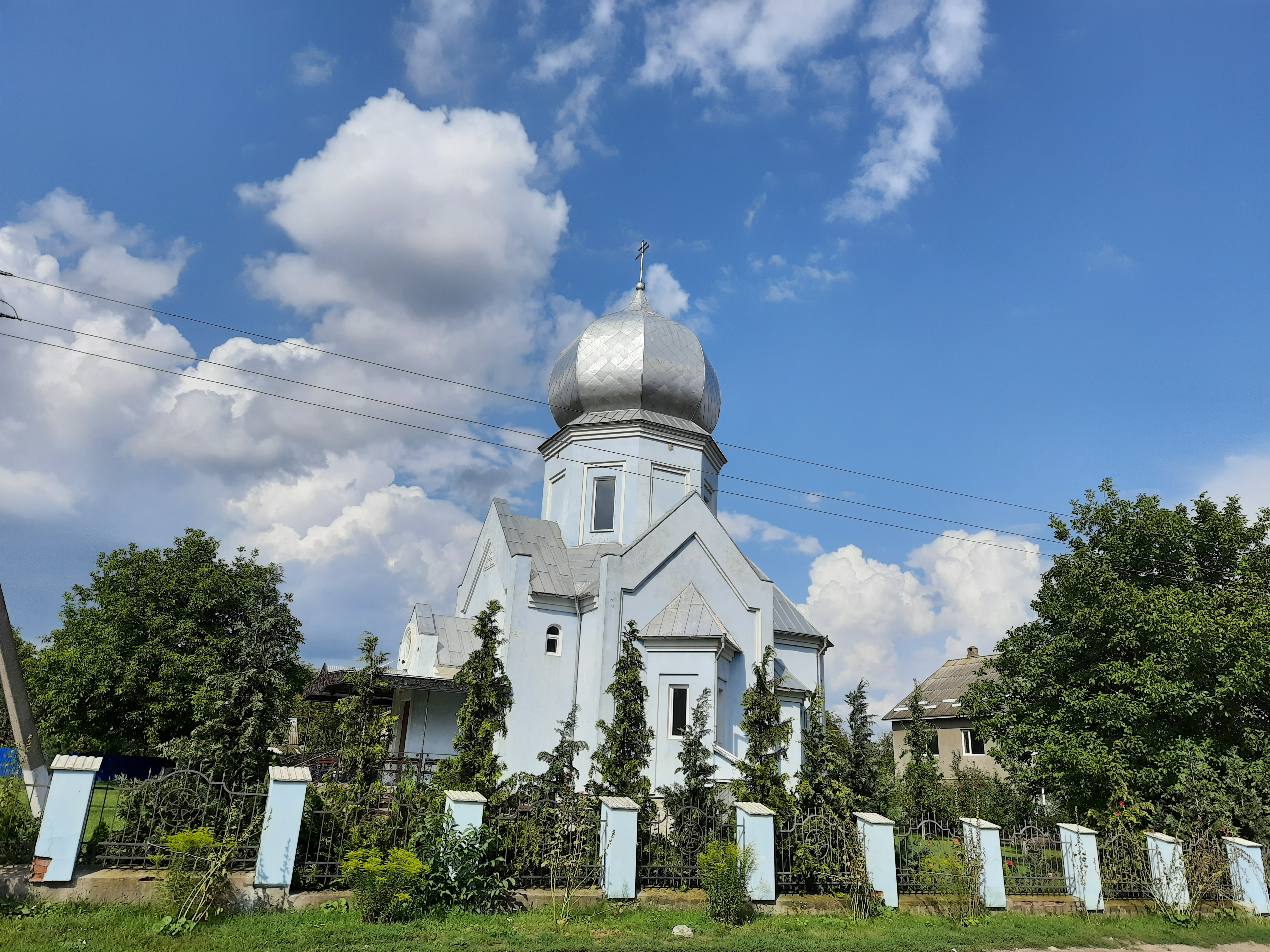
Церква Почаївської Ікони Божої Матері

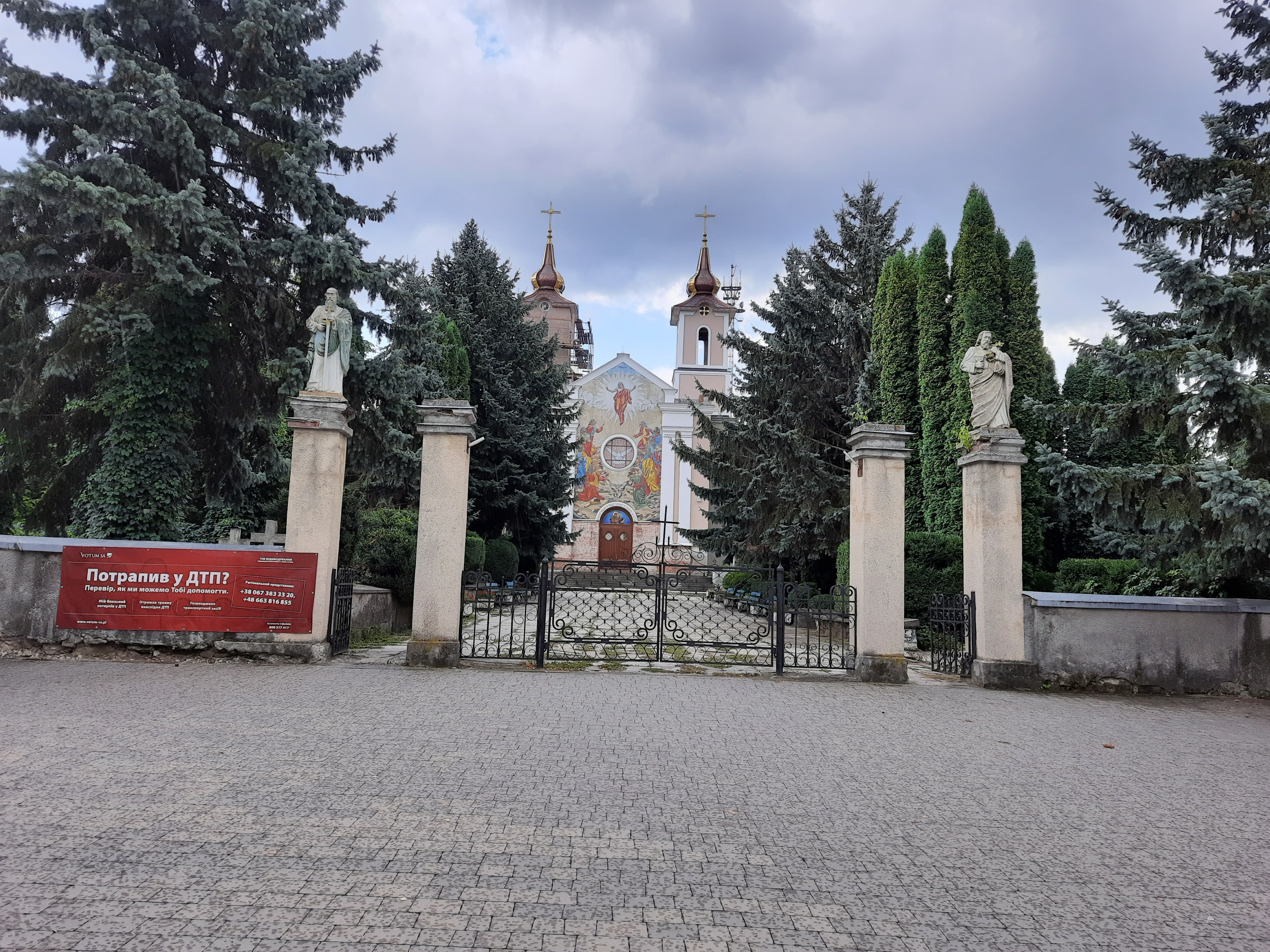
Костел Святого Станіслава

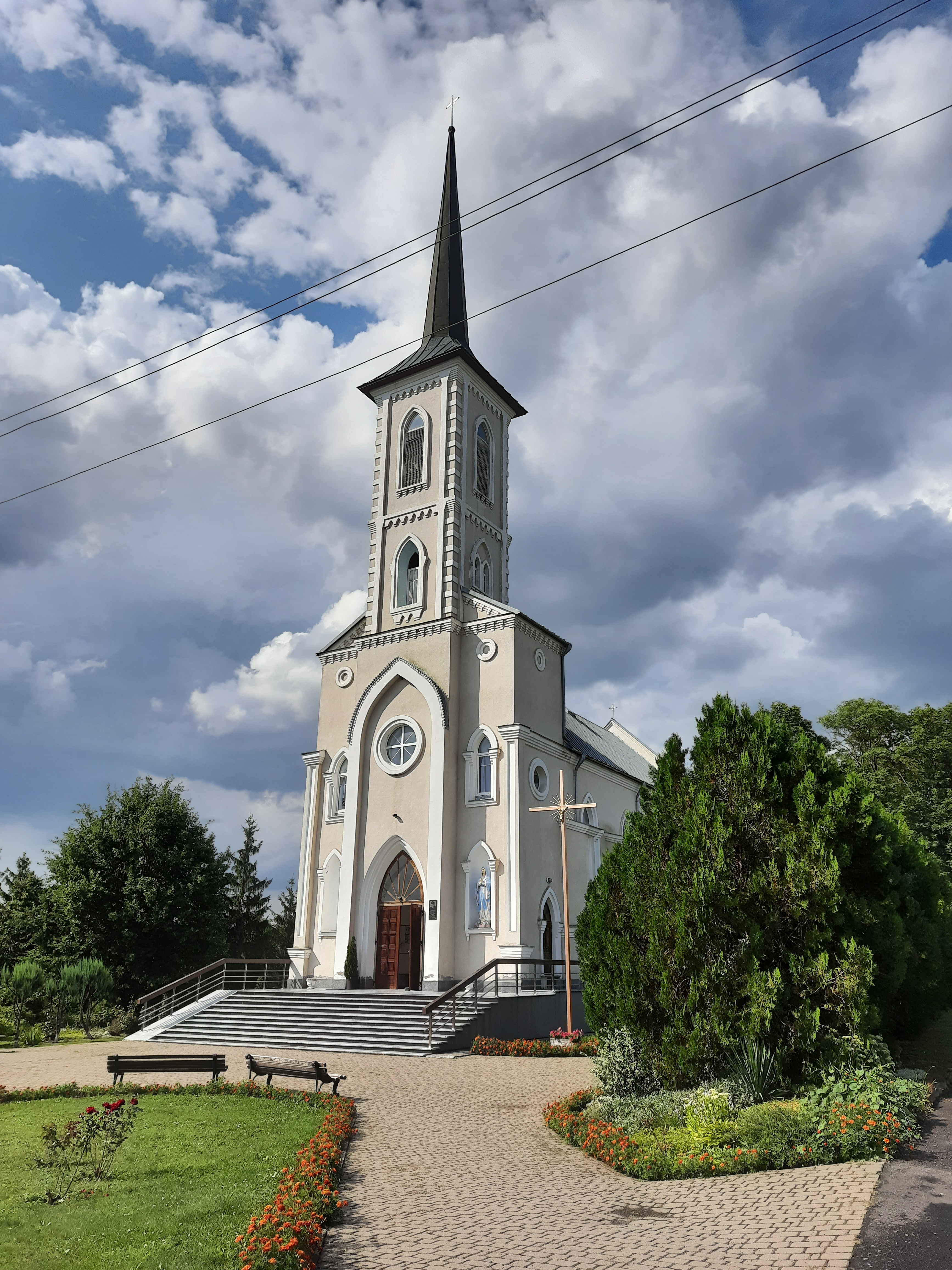
Костел Святої Фаустини

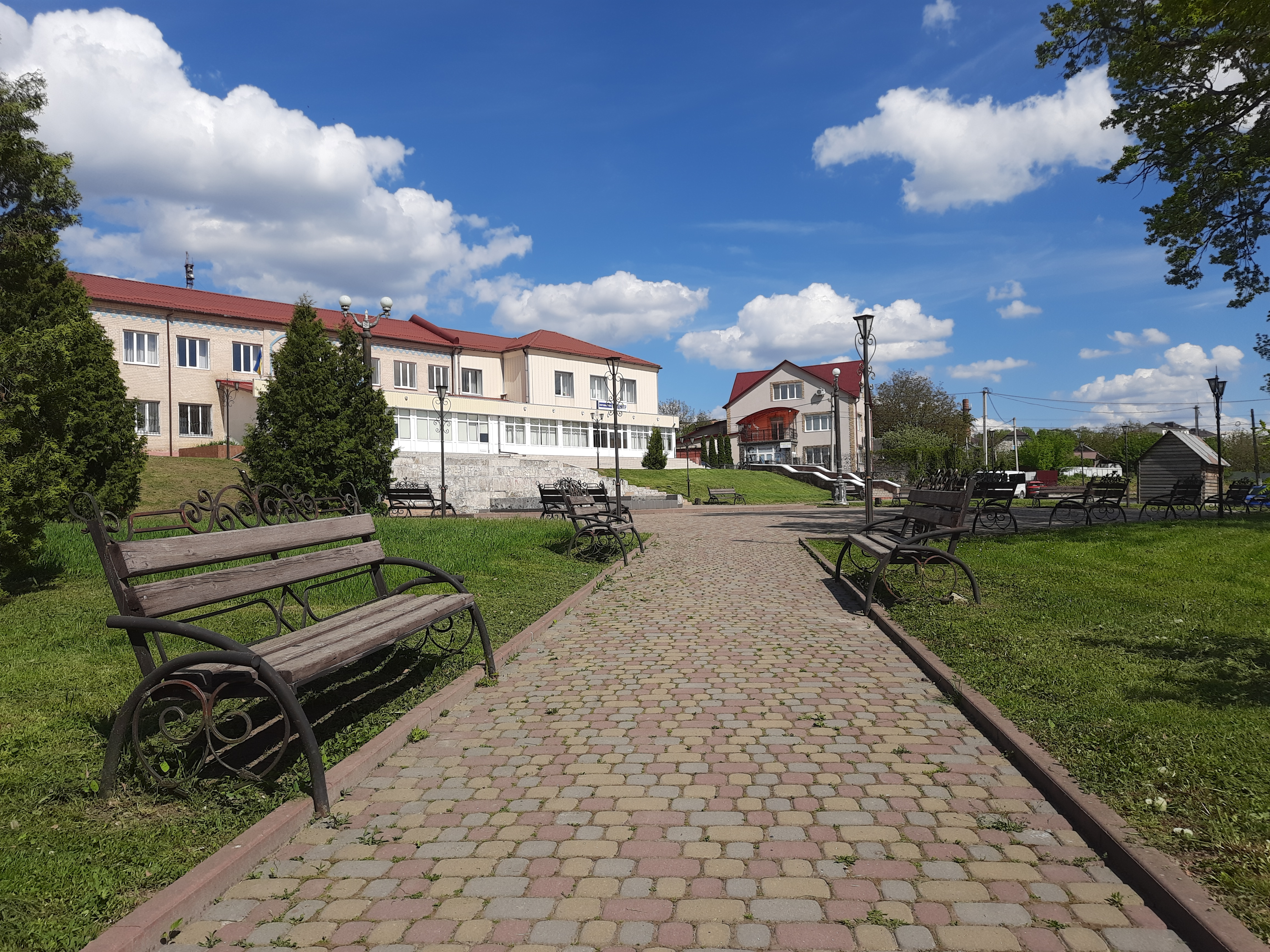
Центр міста

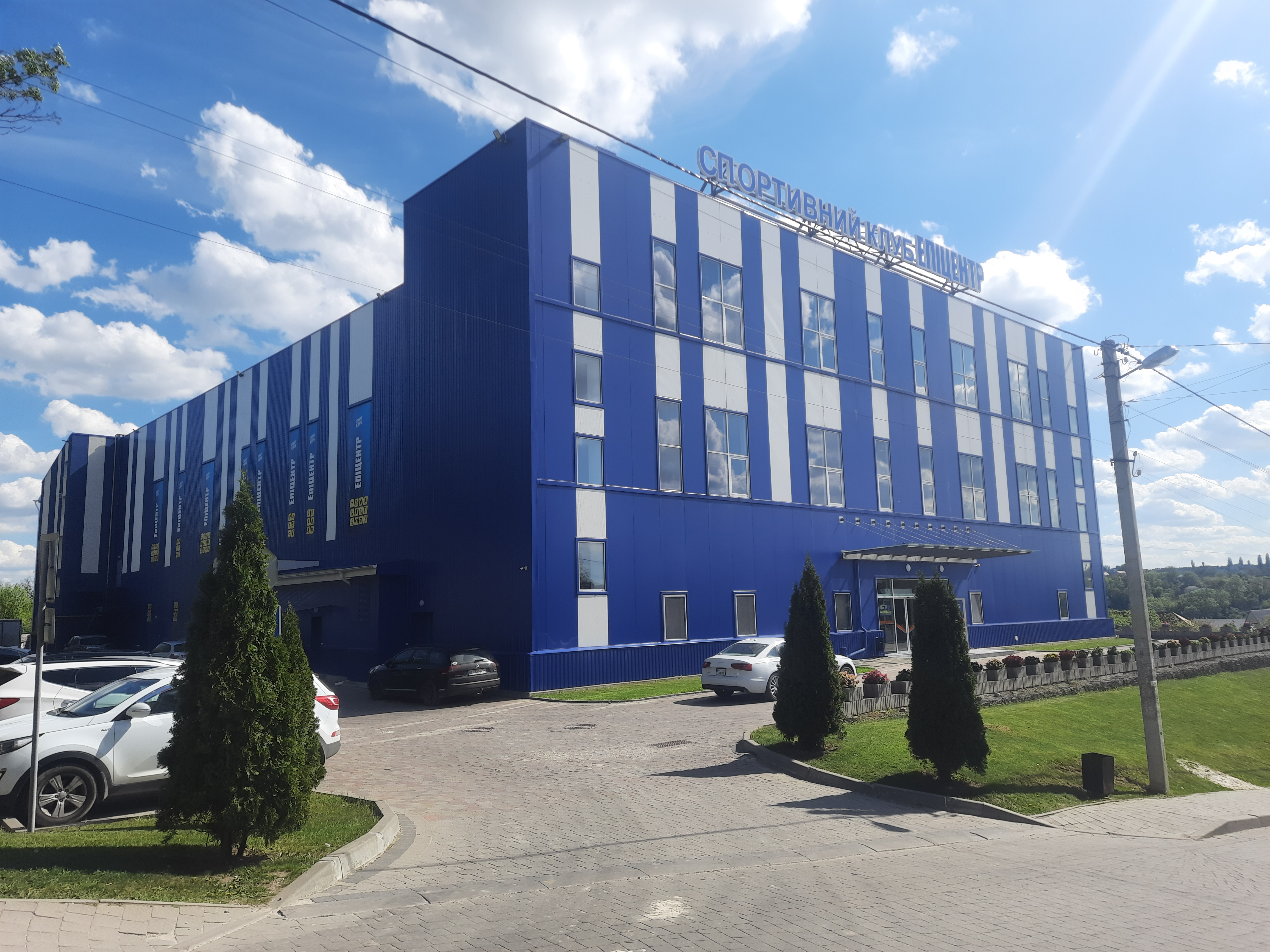
СК "Епіцентр"

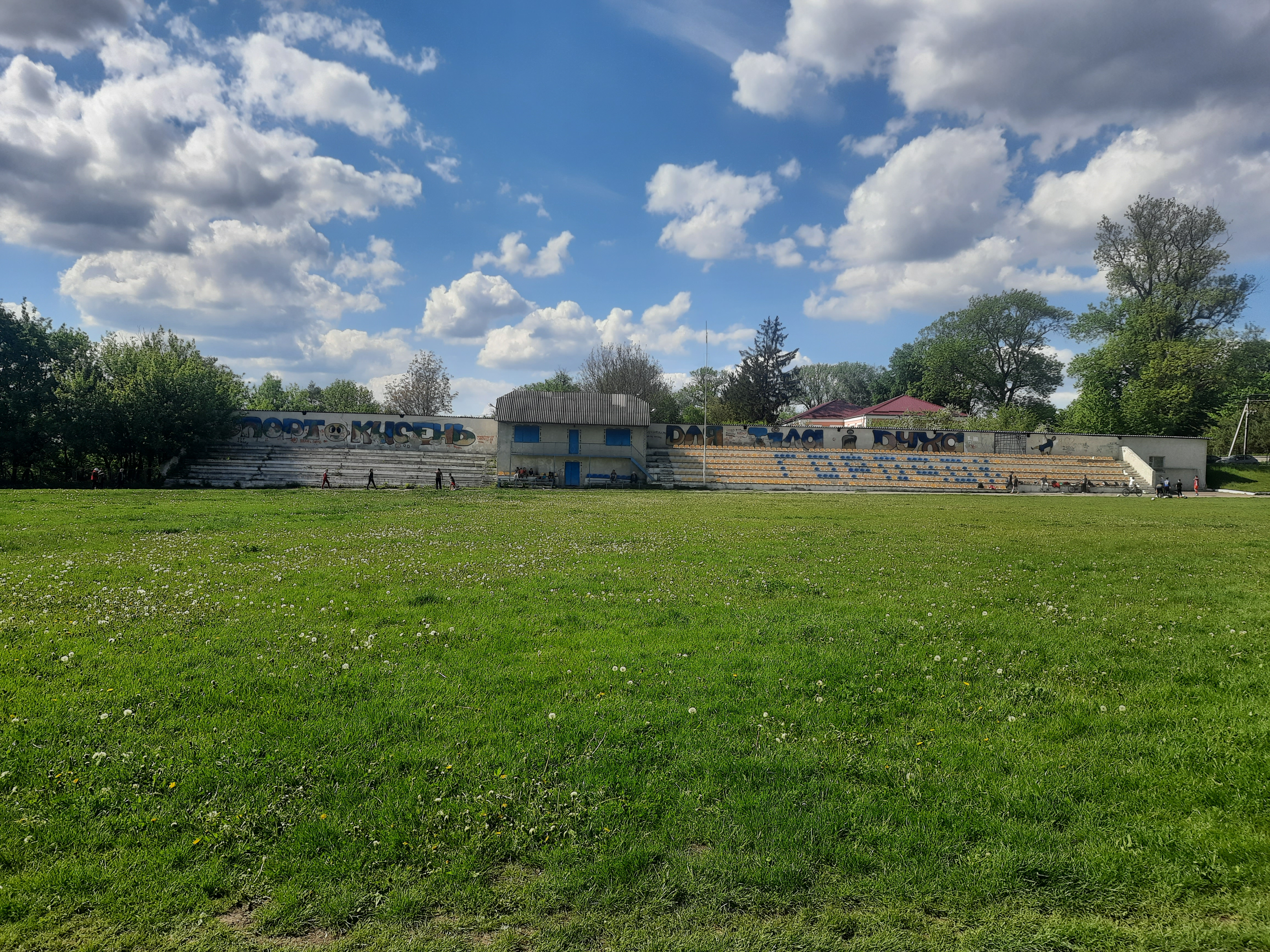
Стадіон "Колос"

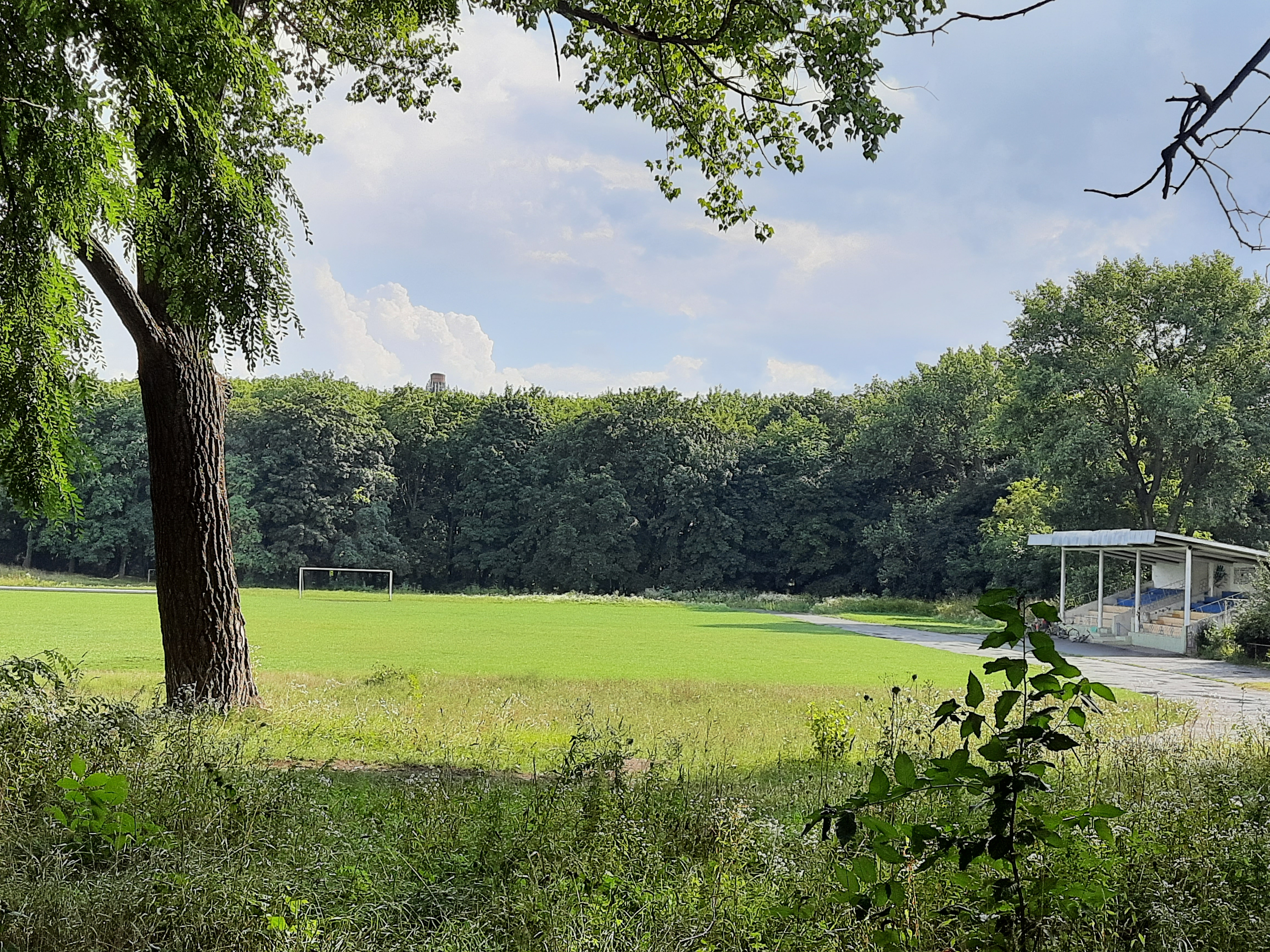
Стадіон "Цукровик"

Городо́к (раніше — Городок-Подільський) — місто в Україні, знаходиться на Поділлі, центр Городоцької міської територіальної громади Хмельницького району Хмельницької області. Є значним осередком польської громади області.
Розвинута харчова промисловість, верстатобудівний завод.

## Географія
Розташоване на річках Смотрич і Тростянець на подільській височині, за 52 км. на південний захід від Хмельницького та за 27 км. від курорту Сатанів. Місто має залізничну станцію Вікторія на лінії Ярмолинці — Копичинці.

### Клімат
Городок знаходяться в межах вологого континентального клімату із теплим літом.

## Походження назви
Історики стверджують що назву місто отримало, коли литовський князь Федір ІІ Коріятович передав кілька населених пунктів шляхтичу Бедриху (Бедришку) з роду Свірчів. Звідси нібито й назва — Бедрихів Городок. В актах XV ст. поселення зустрічається під назвами Городок, Грудек-Подольскі, Грудок і Новодвор. З кінця XV і до середини XVI століть належав магнатам Новодворським (гілка роду Свірчів). Місто Городок під назвою Новий двір згадується у документі, що датований 1456 роком.

## Герб
Герб був наданий 22 січня (2 лютого) 1796 року. На знак розташування міста в горах, на гербі відображено дві золоті гори на червоному полі, а між ними срібна міська стіна.

## Історія

### Археологічні дані
Історія бере свій початок з III тисячоліття до нашої ери. На територій сучасного міста були виявленні рештки поселень Трипільської культури, та кілька поховань доби бронзи (ІІ тисячоліття до нашої ери) свідчить про те, що люди населяли цю територію з давніх часів.
Археологи встановили, що на краю селища VI—VIII ст. знаходиться кам'яна вимостка (2,3 х 1,5 м), обпалена зверху, поряд яма (діаметр 1,5 м, глибина 20 см) з обпаленим дном, заповнена вугіллям, попелом, перепаленими кістками тварин, уламками посуду, що дало змогу віднести городище до сакральних.

### Найдавніші часи
Перша писемна згадка датується 1362 роком, коли Литва розгромила татар на р. Сині Води і підпорядкувала Поділля з його містами та селами своїй владі. Однак у «Литовському літописі», де описуються ці події про Городок не згадується. Дехто з істориків схильний вважати за дату заснування Городка 1392 рік. В будь-якому випадку найдавніша назва міста - "Новодвір" (1456 р. - вперше згадується в писемних джерелах). З кінця XV і до першої чверті XVI ст. містечко належало Новодворським; з середини і до кінця XVI ст. — переважно «генералу» Миколаю Гербурту та шляхтичу Яну Свірчу; протягом двох століть (з короткими перервами) — XVII та XVIII — магнатам Замойським, першу чверть XIX ст. — барону Гейсмару.
Орди не раз руйнували місто дотла, як це було, наприклад, у 1550 році, коли на Поділля вторглись полчища татар, але жителі відроджували його знову. Занадто вигідним було географічне розташування Городка, щоб не використати цієї обставини: він лежав на важливому торговельному шляху з Брацлавщини до Коломию.
Під час Хмельниччини (1648-1654) жителі Городка не залишились осторонь важливих історичних подій. Відомо, що в 1653 році козацькі війська взяли Городоцький замок, і за свідченням мемуариста, «не пощадили ні шляхти, ні поспольства». Саме 20 червня 1653 року під Городком сталася історична подія, яка, можливо, на віки визначила долю України. Через допущені політичні помилки та прорахунки стався масовий виступ козаків проти гетьмана. Зважаючи на серйозність моменту, він і старшинська рада ухвалили рішення «повертатися назад і за ляхами не гнатися». Наступного дня (21 червня) військо знялося і подалося на схід України. Провал наступу позбавив сприятливого шансу домогтися возз'єднання українських земель в національну державу.

### Турецьке панування та відновлення польської влади

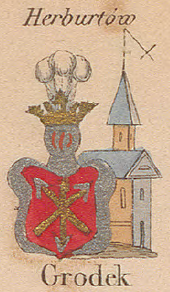
Городок на мапі Зигмунда Герстмана

Турецьке ярмо, під яким перебував Городок у 1672–1699, негативно позначилось на кількості населення міста, тому магнат Замойський змушений був заселити Городок селянами-мазурами з-за Вісли і Сяну. Варто сказати, що це був другий за рахунком наплив поляків у Городок. Перший мав місце наприкінці XV ст. після шлюбу литовського князя Ягайла та польської королеви Ядвіги, коли поляки активно почали полонізувати Поділля. Звідси, власне, і бере початок історія Городка, як переважно польського містечка, з давніми духовними традиціями, яким він у певній мірі залишається й донині і чим, безумовно, теж вирізняється на тлі інших подільських міст.
Активно проявили себе місцеві жителі і під час народного повстання 1702 року, яке розгорнулось на Правобережжі. Чимало міщан приєдналось тоді до загонів Федора Шпака, які діяли в районі Городка, Сатанова та інших міст. А дещо пізніше, у часі селянсько-гайдамацького повстання 1734 року, влились до повстанців Медведя (Медведенка), які нищили шляхту на Поділлі. Втім, у цих історичних катаклізмах містечко, відроджуючись щоразу буквально з попелу, міцніло і росло.
За королівською грамотою 1786 року Городок-Подільський отримав права міста. У цей час серед його мешканців переважали католики, діяли два костели, один монастир і церква св. Георгія Мученика. Населення ж в основному займалося землеробством, хоча існували й ремісничі цехи: гончарів, чинбарів, свічкарів, кравців. Кінець XVIII ст. став переломним для Поділля загалом і Городка зокрема.

### У складі Російської імперії

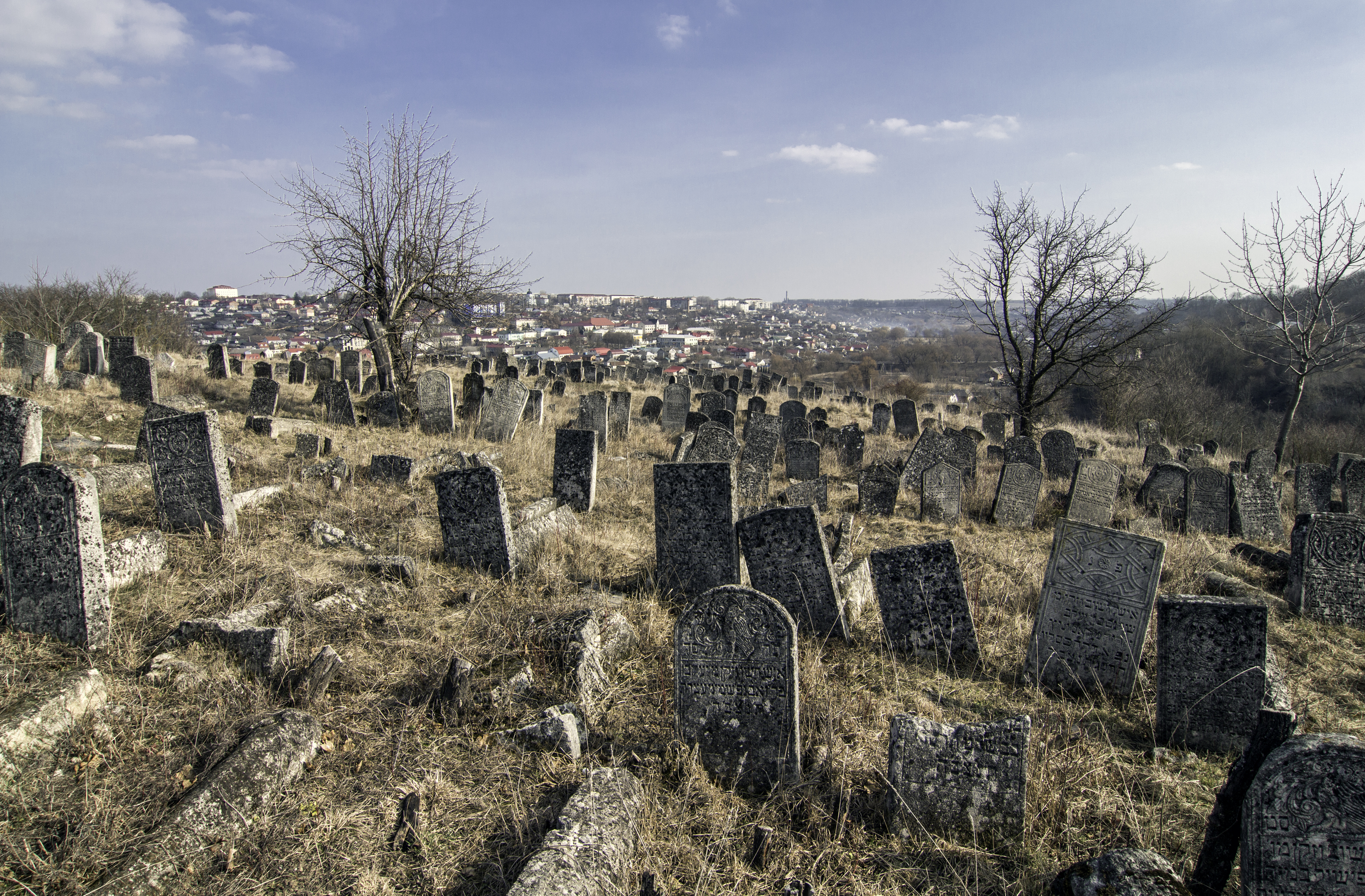
Вид на єврейське кладовище

Після третього поділу Польщі Правобережна Україна до Збруча відійшла до Росії. І, як і в більшості прикордонних містечок, у Городку спостерігається ріст єврейського населення. На початку XX ст. воно вже переважало за кількістю і православних, і католиків. За історичними даними, у цей час у місті проживали 1842 особи православної віри, 2688 — католицької і 3325 — юдейської. Стрімко розвиваються капіталістичні відносини. Якщо у 1578 році у містечку було 28 ремісників, то у 50-х роках XIX ст. їх стало 80. У 1839 році запрацював один з перших в Україні цукрових заводів, збудований бароном Гейсмаром, згодом ливарно-механічна майстерня Мельхерта та Єфімова.
Після переходу міста під владу російського царату, у липні 1795 року Городок став повітовим містечком Подільського намісництва, а у 1796-му отримав уже свій герб: у центрі червоного поля — срібна стіна, а по обидва її боки височать золоті гори. В Городку не залишилося якихось значимих архітектурних пам'яток старовини. Лише окремі будівлі та деякі споруди нагадують про минувшину.
1830 Городок купив барон Гейсмар, який сприяв відновленню міста та торгівлі. Особливо знамените місто було в той час складами угорських вин. Він збудував цукровий завод. Рештки замку перебудував на житловий будинок.
Останніми власниками Городка з 1875 року була родина Виноградських з Києва.

### XX століття
На початку XX ст. Городок став переважно промисловим. Тут діяло 23 заводи, з яких половина випускала продукцію з глини. На все Поділля славилися городоцькі гончарі. В особливій пошані була фабрика з оздоблення порцеляни, яку для художнього розпису привозили з Карлових Вар та Праги. Одночасно з ростом промисловості наприкінці XIX і на початку XX століть у Городку спостерігається пожвавлення в галузі просвіти. На кошти казни і Місцевих жителів було збудовано школу і відкрито двокласне міністерське училище. Як центр сільської волості Городок вперше сформувався ще у першій половині XVI ст. у складі Подільського воєводства Польщі.
Радянська влада була встановлена у Городку-Подільському в січні 1918 року, через кілька місяців місто перейшло до влади Української держави. 

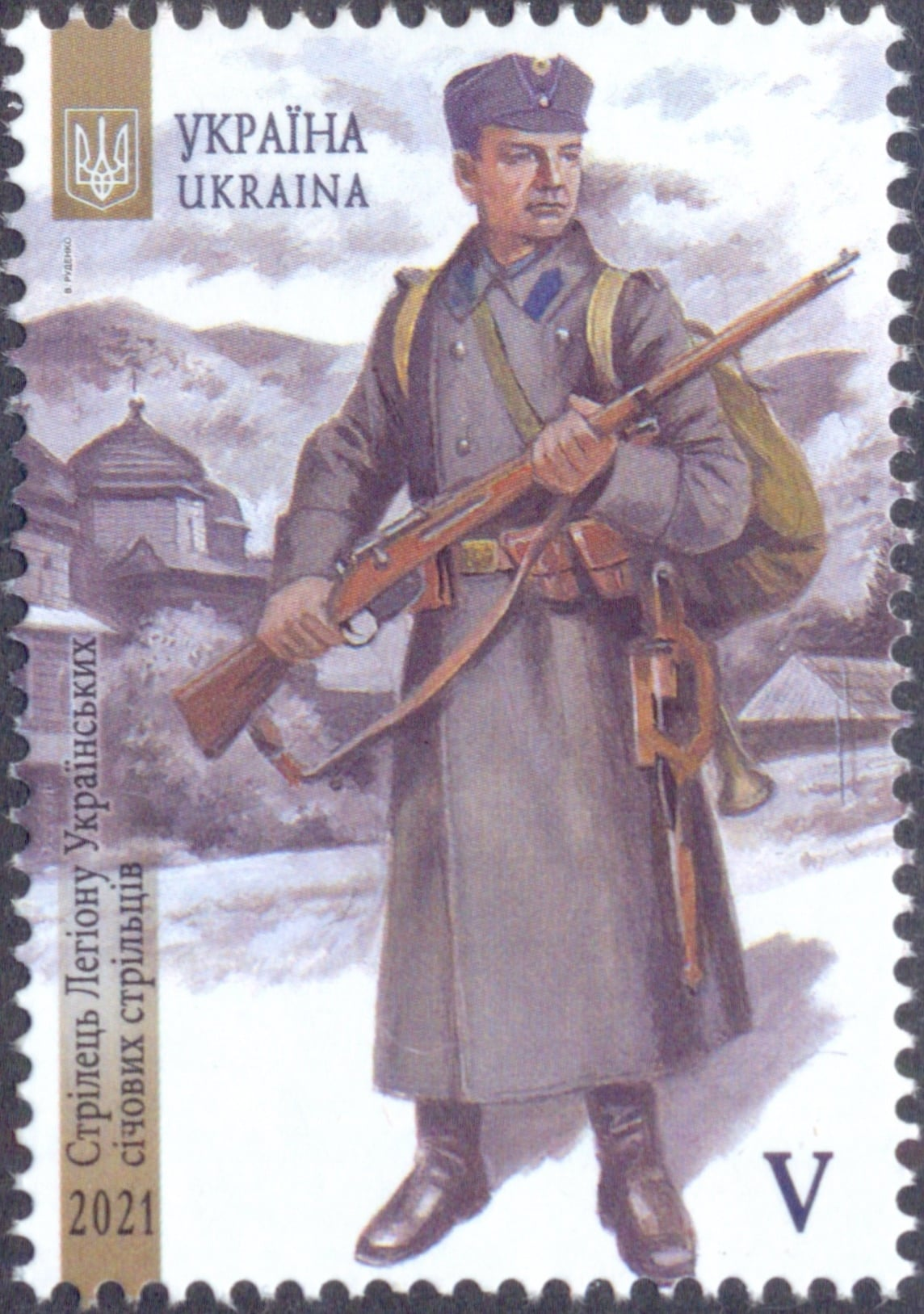
Поштова марка «Стрілець Легіону Українських січових стрільців»

У липні 1919 року тут відбувалися бої Волинської групи Дійової армії УНР з більшовиками.
Кінець 20-х-30-х років — колективізація, голодомор, сталінські репресії — забрали життя сотень людей. Голод 1931-1933 р.р. тут перенесли без масових жертв, хоча голодування не обминуло жодну сім'ю. Під час організованого радянською владою Голодомору 1932—1933 років померло щонайменше 62 жителі міста. Чимало городчан дістало ярлики «ворогів народу», більшість з них безслідно пропала в сталінських гулагах. Про це нині нагадує Курган пам'яті, споруджений на західній околиці міста.
Німецька окупація тривала в Городку з 8 липня 1941 року до 25 березня 1944-го. У боях за звільнення міста загинуло 240 радянських солдат, а не повернулись додому з полів битв Другої світової війни понад 300 городчан.
Після закінчення другої світової війни, у місті відбудували цехи механічного та цукрового заводів.
У в 1949 році розпочалось будівництво другого цукрового заводу, який вперше дав продукцію у 1952-му і став одним із найпотужніших підприємств цукрової галузі Хмельниччини. Згодом стали до ладу верстатобудівне виробниче об'єднання, молочноконсервний комбінат та плодоконсервний завод. Городок перетворився у промислове місто, оновився новобудовами, став затишним та впорядкованим.
Статус міста надано 1957 року (перед тим було селище міського типу).

### Відновлення незалежності України
З 24 серпня 1991 року місто входить до складу незалежної України.
10 серпня 2017 року шляхом об'єднання міської та сільських рад, місто Городок — адміністративний центр Городоцької міської громади.
До 2020 року місто було центром ліквідованого Городоцького району, після його ліквідації, увійшло до складу Хмельницького району.

## Населення
Населення — 17 746 мешканців (за переписом 2001 року), 16,9 тис. мешканців (станом на 01.01.2009).

### Чисельність
| 1939     | 1959     | 1970     | 1979     | 1989     | 2001     | 2003     |
| -------- | -------- | -------- | -------- | -------- | -------- | -------- |
| 7 383    | ▲ 8 500  | ▲ 14 506 | ▲ 16 484 | ▲ 17 686 | ▬ 17 746 | ▼ 17 567 |
| 2004     | 2005     | 2006     | 2007     | 2008     | 2009     | 2010     |
| ▼ 17 378 | ▼ 17 240 | ▼ 17 045 | ▬ 17 019 | ▼ 16 909 | ▬ 16 866 | ▲ 16 911 |
| 2011     | 2012     | 2013     | 2014     | 2015     | 2016     | 2017     |
| ▬ 16 885 | ▼ 16 812 | ▼ 16 761 | ▬ 16 741 | ▼ 16 646 | ▼ 16 516 | ▼ 16 368 |
| 2018     | 2019     | 2020     | 2021     | 2022     |          |          |
| ▼ 16 210 | ▼ 16 046 | ▼ 15 919 | ▼ 15 835 | ▼ 15 633 |          |          |

### Національний склад
Розподіл населення за національністю за даними перепису 2001 року:
| Національність  | Відсоток |
| --------------- | -------- |
| українці        | 79,31%   |
| поляки          | 18,47%   |
| росіяни         | 1,78%    |
| білоруси        | 0,11%    |
| інші/не вказали | 0,33%    |

### Мова
Розподіл населення за рідною мовою за даними перепису 2001 року:
| Мова            | Чисельність, осіб | Доля   |
| --------------- | ----------------- | ------ |
| Українська      | 17 002            | 97,10% |
| Польська        | 243               | 1,39%  |
| Російська       | 234               | 1,34%  |
| Білоруська      | 8                 | 0,05%  |
| Вірменська      | 7                 | 0,04%  |
| Словацька       | 4                 | 0,02%  |
| Румунська       | 1                 | 0,01%  |
| Болгарська      | 1                 | 0,01%  |
| Німецька        | 1                 | 0,01%  |
| Інші/Не вказали | 8                 | 0,03%  |
| Разом           | 17 509            | 100%   |

## Транспорт
Через Городок проходить автомобільний шлях Р50 регіонального значення Ярмолинці — Сатанів. В місті є автобусна станція. Регулярно курсують рейсові автобуси, в Хмельницький, Кам'янець-Подільський, Чернівці, Вінницю, Київ тощо.
До 2011 року місто мало пряме залізничне сполучення зі станції Вікторія до Київ-Пасажирський — № 623/624 Гусятин — Київ. Але потяги були відмінені через економічну затратність Укрзалізниці.

## Культура

### Храми

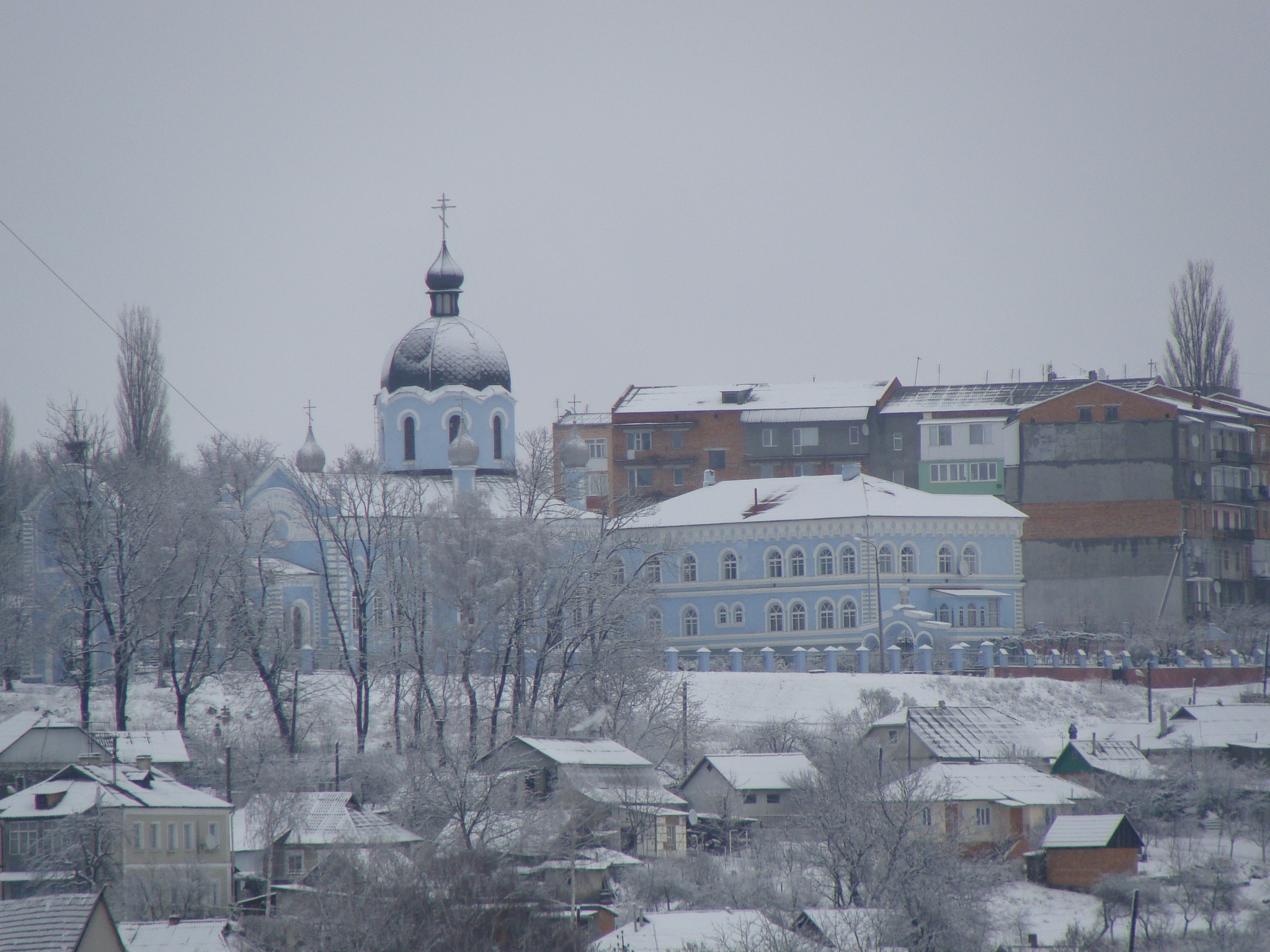
Церква взимку

Перший костел у містечку був збудований в 1496 році, котрий через 86 років був повністю зруйнований ординцями в 1582 . В 1778 Ян Замойський відбудував наново костел св. Станіслава.
- Того часу діяла й православна Успенська церква (1530 р.).
- Справжній розквіт будівництва таких споруд припадає на XVIII ст. Далеко за межами краю славиться Городок монастирем францисканців та наявною там чудотворною іконою Святого Антонія Падуанського (1737 р.).
- А ще — діяннями монахинь католицького ордену «Сестер милосердя», які лікували хворих та навчали дівчаток. Згодом, після придушення польського повстання на Поділлі, орден був закритий (1833) російським урядом, а монахи покинули місто.
- Була синагога та 5 молитовних будинків.
- Храм Святого Онуфрія Великого УПЦ (МП)(1991)
- Храм Святого Юрія УГКЦ (2006)
- Храм святої мучениці Людмили Чеської ПЦУ (вересень 2016)[23]

### Пам'ятники
У Городку є декілька пам'ятників:
- меморіал Слави (1991 р.),
- погруддя М. С. Грушевському (1996 р.),
- Курган Пам'яті (1995 р.),

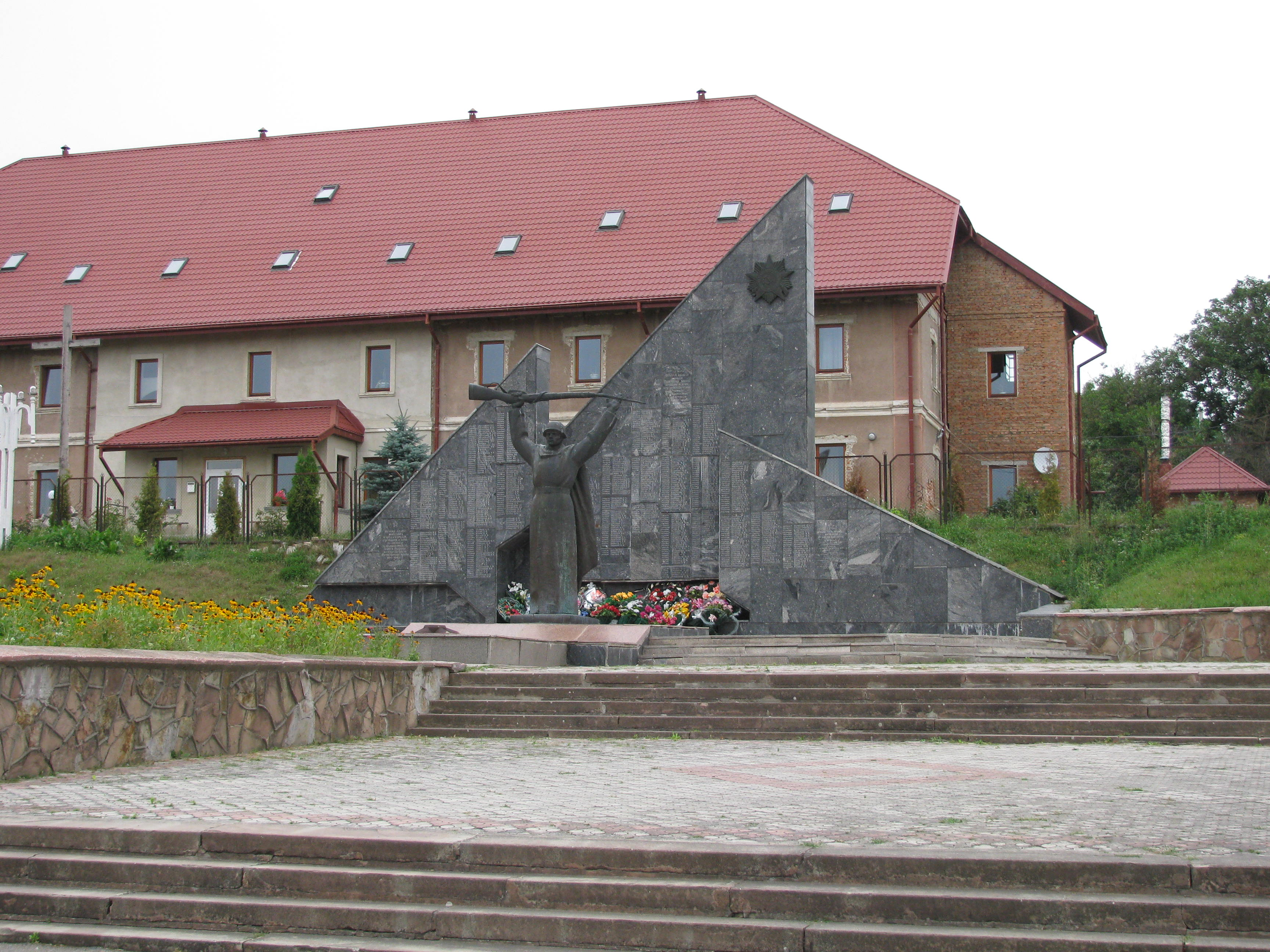
Меморіальний комплекс жертвам Другої світової війни

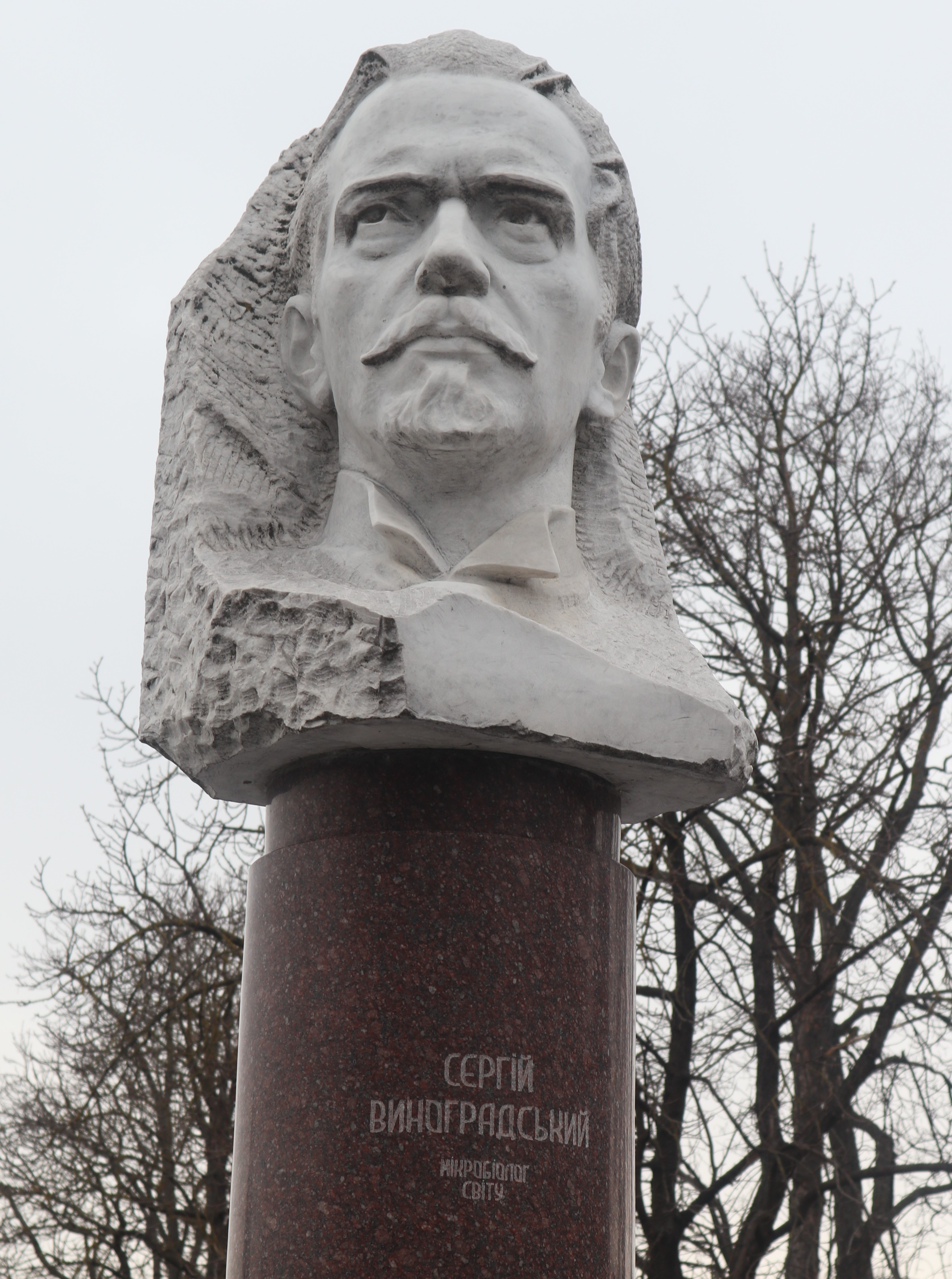
Сергій Виноградський. Мікробіолог світу. Єдиний у світі пам'ятник вченому С.М. Виноградському у м. Городок Хмельницької області.

- Меморіал загиблих військовослужбовців австро-угорської армії 1914 р. (2004 р.)
- погруддя С. М. Виноградському (2012 р.)
- меморіал Героям Небесної Сотні (2017 р.)
- меморіал Героям російсько — української війни (2017 р.)

### Помітні місця
Поблизу міста розташоване лавандове поле, яке є туристичною та рекреаційною локацією в громаді. Ідея його створення виникла у місцевої майстрині Ольги Слободанюк у 2019 році, щоби перетворити територію над річкою Смотрич на місце для відпочинку. Проєкт був підтриманий місцевою владою та підприємцями Того ж року, за підтримки місцевого агропідприємства та комунальних служб, мешканці міста висадили перші 2000 кущів лаванди. Згодом проєкт отримав назву «Городоччина — лавандовий край», і підприємці почали створювати продукцію з лаванди: ефірні олії, чаї, сувеніри, насіння, живці тощо.
Також лаванду висаджують у місті на клумбах, біля лікарні, шкіл, дитсадків, а також на центральній вулиці Шевченка.

## Природоохоронні території

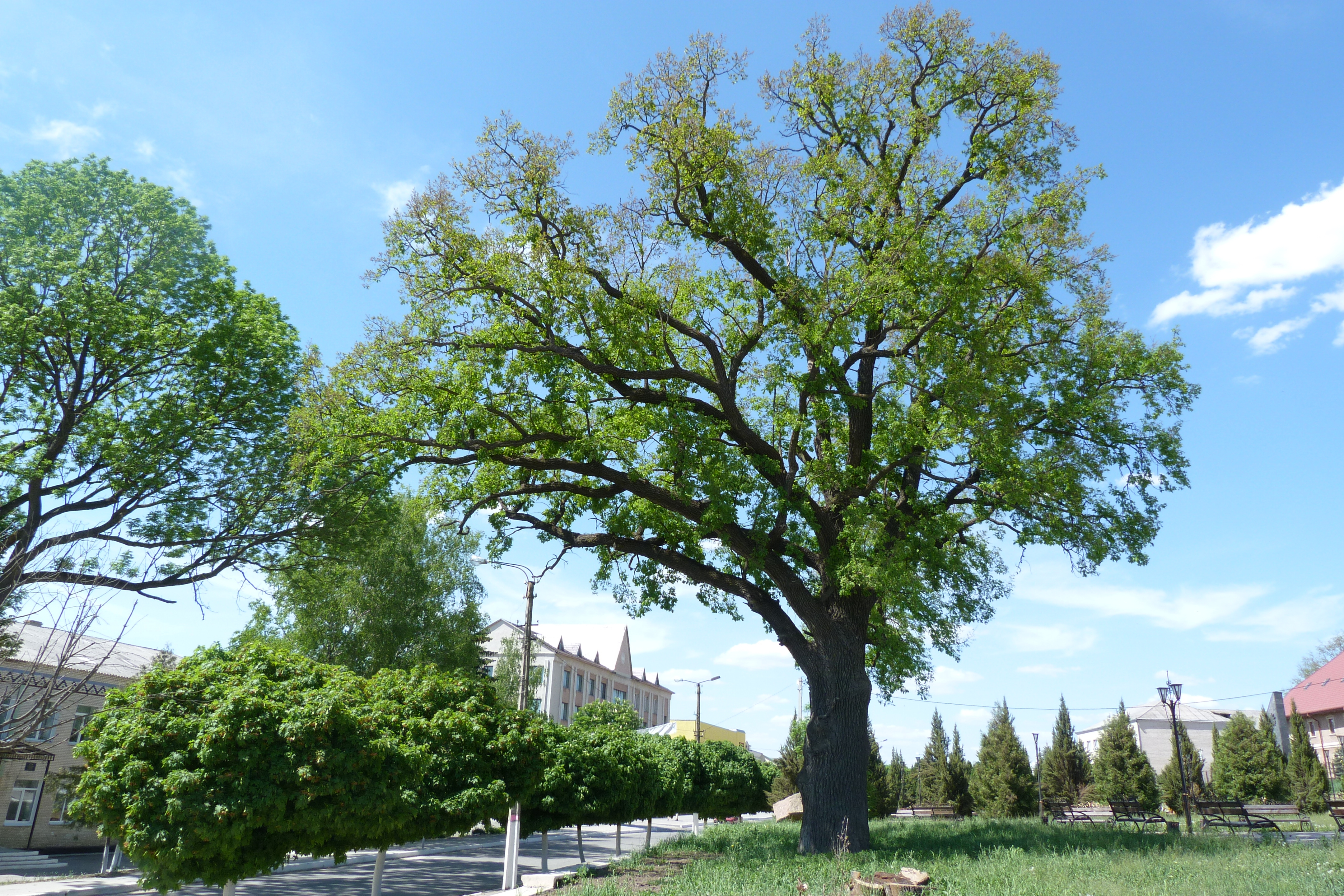
«Дуб черешчатий»

- У центрі міста розташована ботанічна пам'ятка природи «Дуб черешчатий», на південний захід від міста — Городоцький ботанічний заказник, а при північній околиці — заповідні урочища «Скеля» і «Козацький яр».

## Засоби масової інформації
У Городку 1933 року було започатковано видання районної газети.
У 2003 році шляхом об’єднання редакції газети «Городоцький вісник» та редакції місцевого телебачення створений «Городоцький районний телерадіопресцентр».
У 2018 році підприємство реорганізовано із комунальної організації «Городоцький районний телерадіопресцентр», засновником якої була Городоцька районна рада, у приватне підприємство. Сьогодні засновник медіа - трудовий колектив.
Як і раніше, газета є єдиним офіційним друкованим періодичним виданням міста і громади. На початку 2012 року наклад тижневика становить 1 500 примірників. 
У 2018 році «Городоцький телерадіопресцентр» отримав ліцензію у FM діапазоні — 106.9 MHz.
Сьогодні підприємство є засновником чотирьох засобів масової інформації – газети «Городоцький вісник», місцевого телебачення на каналі 48 ТВ, ФМ-радіо на хвилі 106,9 та інтернет-видання Городок.City. 

## Відомі люди

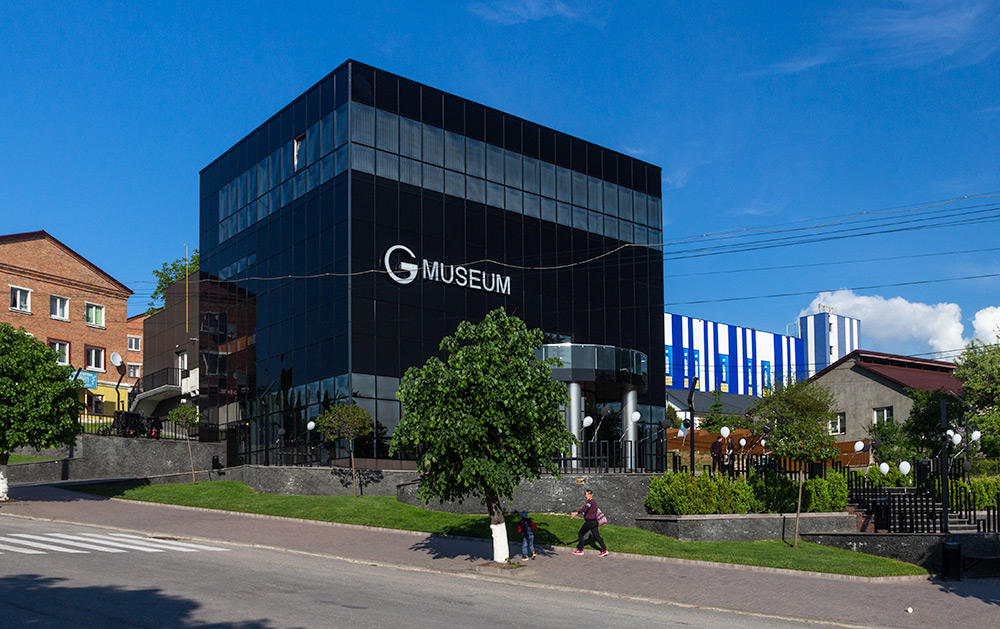
Краєзнавчий музей

- Андрійчук Неоніла В'ячеславівна (* 1960) — міський голова Городоцької територіальної громади.
- Поворозник Володимир Васильович — народний депутат 1-го скликання, завідувач філії Київського Національного університету внутрішніх справ, міський голова м. Городок
- Олександр Миколайович Кльоц — український природознавець, ботанік, еколог, краєзнавець. Лауреат Хмельницької обласної премії імені Петра Бучинського (1994) .
- Баженова Стефанія Едуардівна — археолог, історик, доктор історичних наук.
- Виноградський Сергій Миколайович — мікробіолог, останній власник Городка.
- Герега Олександр Володимирович — народний депутат України 7-го скликання, засновник та голова ТОВ «Епіцентр-К», заслужений працівник сфери послуг України.
- Клара Лемліх (1886—1982) — американська соціалістка, одна з лідерок жіночого профспілкового руху початку XX століття. Очолювала «Повстання 20 тисяч» — масовий страйк робітниць швейної промисловості Нью-Йорка у 1909 році.
- Ковальчук Борис Іванович — український вчений-механік, знавець міцності матеріалів і конструкцій, доктор технічних наук, професор, лауреат Державної премії України у галузі науки і техніки, заслужений діяч науки і техніки України.
- Мельник Олександр Анатолійович (1989-2022) — майор Збройних сил України, учасник російсько-української війни, що загинув у ході російського вторгнення в Україну у 2022 році.
- Мельничук Юрій Володимирович — головний тренер СК «Епіцентр-Подоляни»[28].
- Попик Віктор Петрович (1972—2015) — старший солдат Збройних сил України, учасник російсько-української війни.
- Савицька Олена Вікторівна (3 липня 1977 року) — український географ-геоеколог, кандидат географічних наук, доцент Київського національного університету імені Тараса Шевченка.
- Сердюк Анатолій Сергійович — математик.
- Слободян Олександр В'ячеславович — народний депутат України 3-го, 4-го та 6-го скликань, президент корпорації з випуску пива, безалкогольних та слабоалкогольних напоїв, мінеральної води «Оболонь». У Городку 1973 року закінчив середню школу № 1; закінчивши Київський технологічний інститут харчової промисловості, 1976 року працював перед службою в армії інженером-економістом Городоцького цукрового заводу.
- Соха Володимир Іванович — український краєзнавець.
- Гаман Олександр Віталійович — український дипломат. Генконсул України в Стамбулі.
- Цисар Олександр Миколайович (1979—2015) — капітан (посмертно) Збройних сил України, учасник російсько-української війни.
- Шевченко Надія Іванівна — директор Городоцького районного територіального центру соціального обслуговування, заслужений працівник соціальної сфери України[29].
- Коропатва Сергій Павлович — український художник-авангардист.
- Куфльовський Валерій Іванович- видавець, літератор і краєзнавець, член Національної спілки краєзнавців України з 2020 року.
- Фандера Олег Якович (1934—2002) — радянський та російський актор театру і кіно.